# كلية ميرتون
كلية ميرتون (بالإنجليزية: Merton College, Oxford)‏ هي كلية في جامعة أكسفورد، تأسست في 1263، في المملكة المتحدة، وكان مؤسسها هو Walter de Merton ‏.